# Хуань-гун (Лу)
Хуань-гун (кит. упр. 魯桓公, пиньинь Lǔ Huán Gōng; ок. 7 октября 731 — 14 апреля 694 до н. э.) — 15-й хоу княжества Лу в 711—694 до н. э.

## Биография
Сын луского правителя Хуэй-гуна и Чжун Цзы, дочери сунского У-гуна. При рождении получил имя Юнь (允) и носил прозвище Цзы (軌).
Как сын главной жены князя он был назначен наследником престола, но в 723 году был еще малолетним и власть временно принял его единокровный брат Инь-гун. В 711 году Инь-гун был убит с согласия Юня, принявшего власть под именем Хуань-гуна. В том же году получил от чжэнского Чжуан-гуна яшму в обмен на поля в Сюй, предназначенные для служб Сына Неба.
В 710 году он установил в главном храме предков, посвященном Чжоу-гуну треножник, полученный в дар от княжества Сун, заслужив осуждение со стороны «благородных мужей», недовольных этим нарушением традиций.
В 709 году женился на Вэнь Цзян, дочери циского Си-гуна, через три года родившей еиу наследника Туна. Невесту привез из Ци единокровный брат гуна княжич Хуэй, организатор убийства Инь-Гуна.
В 696 году Хуань-гун и сунский Чжуан-гун вторглись в княжество Чжэн, временно восстановив у власти свергнутого Ли-гуна.
В 694 году Хуань-гун с супругой посетили княжество Ци. Вэнь Цзян до того, как выйти замуж, состояла в кровосмесительной связи со своим единокровным братом, к тому времени ставшим правителем под именем Сян-гуна. Их связь возобновилась, Хуань-гуну стало об этом известно, и циский князь приказал убить зятя. На специально устроенном пиру правителя Лу напоили допьяна, после чего единокровный брат Сян-гуна княжич Пэн Шен, отличавшийся физической силой, отнес его в колесницу, по пути переломав ребра.
Лусцы не решились воевать с могущественным Ци, но потребовали выдать непосредственного убийцу, и тогда Сян-гун распорядился убить Пэн Шена. Вэн Цзян продолжила незаконную связь с братом, временами возвращаясь в Лу, «где ее присутствие было явно нежелательным».
Новым правителем Лу стал сын Хуань-гуна Тун. Кроме него, Хуань-гун имел от Вэн Цзян еще двоих сыновей: Шу Я и Цзи Ю, а также рожденного наложницей Цинфу. Все трое играли важную политическую роль и были основателями могущественных кланов, впоследствии узурпировавших власть. Потомком Цинфу был философ Мэн-цзы.